# Medieansvarsloven
Medieansvarsloven er en dansk lov,  fra 1991 med ændringer, senest  fra 2000, der fastslår, hvem der i medierne har det strafferetlige og erstatningsretlige ansvar for indholdet af mediet (kapitel 3 og 4).
Kapitel 5 omhandler presseetik;  Bekendtgørelsen af loven fastslår i § 34 at 
Massemediernes indhold og handlemåde skal være i overensstemmelse med god presseskik;
Og i stk 2, at  Klager over overtrædelse af stk. 1 kan rettes til det pågældende massemedie selv eller direkte til Pressenævnet. 
Loven fastsætter  i kapitel 6  §36 regler om genmæle: Anmodning om genmæle i massemedierne over for oplysninger af faktisk karakter, som er egnet til at påføre nogen økonomisk eller anden skade af betydning, og som er blevet bragt i et massemedie, skal tages til følge.
Kapitel 7 fastlægger reglerne omkring pressenævnet, og kapitel 7 der omhandler straffebestemmelser lægger en straframme for overtrædelser på med bøde eller fængsel indtil 4 måneder.  

## Eksterne kilder og henvisninger
- Bekendtgørelse af medieansvarsloven(retsinformation.dk)
- Vejledning om god presseskik(Pressenævnet)